# Volîțea Druha, Krasîliv
Volîțea Druha (în ucraineană Волиця Друга) este un sat în comuna Mala Klitna din raionul Krasîliv, regiunea Hmelnîțkîi, Ucraina.

## Demografie
Componența lingvistică a localității Volîțea Druha
     Ucraineană (99,09%)
     Alte limbi (0,91%)
Conform recensământului din 2001, majoritatea populației localității Volîțea Druha era vorbitoare de ucraineană (99,09%), existând în minoritate și vorbitori de alte limbi.